# Evropsko prvenstvo v hokeju na ledu 1910
Evropsko prvenstvo v hokeju na ledu 1910 je bilo prvo Evropsko prvenstvo v hokeju na ledu, ki se je odvijalo med 10. in 12. januarjem 1910 na jezeru Les Avants v švicarskem mestu Montreux. To je bil tudi prvi uradni reprezentančni hokejski turnir v zgodovini. V konkurenci štirih reprezentanc, je zlato medaljo osvojila britanska reprezentanca, srebrno nemška, bronasto pa belgijska.

## Dobitniki medalj
| Zlato                                                                                                  | Srebro | Bron     |
| Združeno kraljestvoSopwith Patton Robert Le Cron Harold Duden J. Cox B. Cox Hugo Stonor Albert Macklin | NemčijaG. Dreyer Werner Glimm Bruno Grauel Hartley E. Jacob Kutscher C.M. Lüdecke R. Müller Alfred Steinke Hans Jakemann Franz Lange | Belgija? |

## Tekme
| 10. januar 1910 | Združeno kraljestvo | 1:0 | Nemčija | Les Avants, Montreux, Švica |

| Poročilo tekme      | Poročilo tekme | Poročilo tekme | Poročilo tekme | Poročilo tekme |
| ------------------- | -------------- | -------------- | -------------- | -------------- |
| Začetek: ni podatka |                |                |                |                |

| 10. januar 1910 | Švica | 0:1 | Belgija | Les Avants, Montreux, Švica |

| Poročilo tekme      | Poročilo tekme | Poročilo tekme | Poročilo tekme | Poročilo tekme |
| ------------------- | -------------- | -------------- | -------------- | -------------- |
| Začetek: ni podatka |                |                |                |                |

| 10. januar 1910 | Združeno kraljestvo | 1:1 | Belgija | Les Avants, Montreux, Švica |

| Poročilo tekme      | Poročilo tekme | Poročilo tekme | Poročilo tekme | Poročilo tekme |
| ------------------- | -------------- | -------------- | -------------- | -------------- |
| Začetek: ni podatka |                |                |                |                |

| 11. januar 1910 | Nemčija | 5:3 | Belgija | Les Avants, Montreux, Švica |

| Poročilo tekme      | Poročilo tekme | Poročilo tekme | Poročilo tekme | Poročilo tekme |
| ------------------- | -------------- | -------------- | -------------- | -------------- |
| Začetek: ni podatka |                |                |                |                |

| 11. januar 1910 | Švica | 1:5 | Združeno kraljestvo | Les Avants, Montreux, Švica |

| Poročilo tekme      | Poročilo tekme | Poročilo tekme | Poročilo tekme | Poročilo tekme |
| ------------------- | -------------- | -------------- | -------------- | -------------- |
| Začetek: ni podatka |                |                |                |                |

| 12. januar 1910 | Švica | 1:9 | Nemčija | Les Avants, Montreux, Švica |

| Poročilo tekme      | Poročilo tekme | Poročilo tekme | Poročilo tekme | Poročilo tekme |
| ------------------- | -------------- | -------------- | -------------- | -------------- |
| Začetek: ni podatka |                |                |                |                |

### Končni vrstni red
OT-odigrane tekme, z-zmage, n-neodločeni izidi, P-porazi, DG-doseženo goli, PG-prejeti goli, GR-gol razlika, T-točke.
| #  | Reprezentanca       | OT | Z | N | P | DG | PG | GR  | T |
| -- | ------------------- | -- | - | - | - | -- | -- | --- | - |
| 1. | Združeno kraljestvo | 3  | 2 | 1 | 0 | 7  | 2  | +5  | 5 |
| 2. | Nemčija             | 3  | 2 | 0 | 1 | 14 | 5  | +9  | 4 |
| 3. | Belgija             | 3  | 1 | 1 | 1 | 4  | 7  | -3  | 3 |
| 4. | Švica               | 3  | 0 | 0 | 3 | 2  | 15 | -13 | 0 |

Najboljši strelec
- Werner Glimm, 4 goli